# Печки (Орловская область)
Печки — деревня в Сосковском районе Орловской области, входит в состав муниципального образования Рыжковское сельское поселение.

## География
Расположена в 11 км юго-западнее Сосково.

## История
С 9 по 14 августа 1943 года в рамках операции «Кутузов» у деревни вели бои 894-й и 896-й стрелковые полки 211-й стрелковой дивизии 13-й армии, 16-я гвардейская механизированная бригада 4-й танковой армии и 37-я гвардейская стрелковая дивизия 65-й армии.

## Население
| 2010 |
| ---- |
| 8    |